# Referenzimplementierung
Als Referenzimplementierung wird in der Informatik Software bezeichnet, die einen Standard oder De-facto-Standard implementiert und als Referenz für alle anderen Implementierungen desselben Standards angesehen wird. Oftmals wird die Referenzimplementierung von den Erstellern des Standards bereitgestellt. Eine Referenzimplementierung zeichnet sich daher durch eine hohe Standardkonformität aus. Eine weitere wichtige Funktion einer Referenzimplementierung ist, dass die Standardhersteller ihre theoretischen Gedanken praktisch überprüfen können, was wiederum zu einer höheren Qualität und Konsistenz des Standards führt.
Referenzimplementierungen sollen primär die im jeweiligen Standard beschriebenen Merkmale so präzise wie möglich umsetzen. Die Gebrauchstauglichkeit spielt dabei meist nur eine untergeordnete Rolle. Da sie nicht für den Einsatz in der Praxis entwickelt wurden, verfügen Referenzimplementierungen gegenüber vergleichbarer Software meist über einen eingeschränkten Funktionsumfang und weisen eine schlechtere Leistung auf, was sich in einer langsamen Verarbeitungsgeschwindigkeit, unverhältnismäßig hohem Speicherbedarf und Abstürzen bemerkbar machen kann.

## Beispiele
- Der Webbrowser Amaya wurde von 1996 bis 2013 vom World Wide Web Consortium entwickelt und dazu genutzt, Webstandards auf ihre Praxistauglichkeit hin zu untersuchen, noch bevor sie von anderen Webbrowsern implementiert wurden.
- Das Dateiformat 7z sowie das Packprogramm 7-Zip, mit dem sich Archivdateien in diesem Format erzeugen lassen, sind Referenzimplementierungen für den seit 1998 vom selben Autor entwickelten freien Lempel-Ziv-Markow-Algorithmus.